# Carl Wilhelm Scheele
Carl Wilhelm Scheele, švedsko-nemški kemik in farmacevt, * 9. december 1742, Stralsund, Švedska Pomeranija (zdaj Nemčija), † 21. maj 1786, Köping, Švedska.
Scheele zaseda pomembno mesto v zgodovini odkrivanja dihalnih plinov. Nedvomno je bil prvi, ki je pripravil kisik in opisal njegove lastnosti. Velikokrat je bil v senci Lavoisierja in Priestleya, ki sta tudi imela pomembno vlogo pri odkritju plina in razumevanju njegove narave. Na žalost je Scheele svoja odkritja delil prepozno, zato se je v zgodovino zapisal Priestley, ki je prvi objavil članek o pripravi kisika. Oba, Scheele in Priestley sta razmišljala na temeljih flogistonske teorije, Lavoisier pa je bil tisti, ki je odkril pravo naravo kisika. Scheele je bil produktiven tudi na drugih področjih kemije. Domnevno je odkril sedem elementov in mnogo drugih spojin ter procesov. Njegov način priprave fosforja je bil tako pomemben, da je Švedska postala ena vodilnih proizvajalk vžigalic.
Kot farmacevt se ni gibal v visokih krogih znanosti, saj ni imel dostopa do prestižnih institucij, kot sta Kraljeva družba v Angliji in Francoska akademija znanosti. Izvoljen je bil v Kraljevo švedsko akademijo znanosti, a se je udeležil le enega sestanka. To naj bi bil eden od razlogov za njegovo slabo prepoznavnost, kljub vsem prispevkom k zgodovini dihalnih plinov in različnim področjim kemije. Njegova smrt pri 43. letih je bila zelo verjetno posledica njegovega okušanja in vdihavanja kemikalij, s katerimi je delal.

## Biografija
Bil je eden od enajstih otrok trgovca Joachima Christiana Scheele. Pri štirinajstih letih si je izbral poklic farmacevta v izobraževalni ustanovi Martina Andersa Baucha v Gothenburgu. Tam je delal tudi njegov brat, a je umrl tri leta, preden je Carl pričel s pripravništvom. Prvih šest let je bil v tej ustanovi kot učenec, naslednja tri leta pa je bil tam kot asistent. V obdobju, ki ga je preživel tam, je imel na voljo Bauerjevo knjižnico. Zaradi tega je s pomočjo študija in vaje pridobil višje znanje o kemiji v njegovem času. Kasneje je bil zaposlen kot lekarnar v Kalstomovi ustanovi v Malmöu, kjer se je zadržal dve leti. Potem je delal še v Scharenbergovi ustanovi v Stockholmu. V tem času je vložil članek o odkritju vinske kisline, ki je bil zavrnjen s strani Švedske akademije znanosti, saj takrat še ni bil dovolj poznan. Ta zavrnitev mu je vzela pogum, zato svojega dela ni predstavil ljudem, ki bi njegovo delo cenili. Član akademije je postal šele pri 33. letih. 
Njegova znanstvena kariera se je začela v Stockholmu. Po šestih letih, ki jih je preživel tam, se je leta 1773 premestil v Uppsalo, kjer je spoznal slavnega švedskega znanstvenika Torberna Bergmana, ki je bil profesor kemije na univerzi v Uppsali. Spoznala sta se preko Scheelejevega delodajalca, ki mu je dobavljal kemikalije. Bergaman je bil tisti, ki je predstavil Scheelejeve dosežke znanstveni skupnosti. Objavil je tudi njegova dela. Takrat je začel dobivati mednarodni ugled, ki je bil na nivoju Henryja Cavendisha in Antoina Lavoisierja. Leta 1775 je želel kupiti svojo lekarno, da bi lahko delal neodvisno od drugih. Prvih nekaj poskusov za ustanovitev samostojnega dela je bilo neuspešnih, vendar je dobil mnogo povabil za delanje raziskav in učenje v mnogih evropskih prestolnicah. Povabila je zavrnil, saj je rajši opravljal poklic, za katerega se je izučil, poleg tega pa mu je zagotavljal dovolj sredstev za preživetje. Po enem letu mu je uspelo kupiti lekarno v Köpingu. Prodala mu jo je Sara Margaretha Sonneman, ki jo je podedovala od svojega moža Heinricha Pascherja Pohlsa. Scheele je ugotovil, da je ustanova v dolgovih, ki jih je z leti odplačal. Med tem časom sta Sara in Carl živela skupaj, saj sta zaradi tega imela manj bivalnih stroškov. Z njo se je poročil nekaj dni pred smrtjo. Po odplačilu dolgov, je lahko živel dokaj udobno življenje, zgradil si je dom in laboratorij. Ena od njegovih sester mu je pomagala skrbeti za lekarno in gospodinjstvo. V zadnjem desetletju njegovega življenja so ga obiskali mnogi znanstveniki, ki so preizkušali njegovo genialnost, a Scheele je rajši čas preživel v laboratoriju, kjer je izvajal eksperimente. Trpel je za putiko in revmo, a je svoje raziskave nadaljeval vse do zadnjega meseca svojega življenja. Njegova bolezen je bila najverjetneje posledica konstantne izpostavljenosti strupenim spojinam in elementom, s katerimi je delal. Umrl je 21. maja 1786, star le 43 let.

## Flogistonska teorija
Scheele se je veliko ukvarjal s plini, zaradi česar se je že mlad spoznal z dominantno teorijo plinov, ki je v sedemdesetih letih 18. stoletja veljala za flogistonsko teorijo. Flogiston je bil kemijski element podoben ognju, ki ga je prvi predpostavil Becker leta 1667. Vsebovale naj bi ga vse gorljive snovi, sproščal pa naj bi se med gorenjem. Becker je z njim poskušal razložiti procese gorenja in rjavenja. Ko je Scheele odkril kisik, ga je poimenoval ognjeni zrak, saj je podpiral gorenje. Opisal ga je s pomočjo te teorije, saj ni verjel, da bi lahko odkritje kisika ovrglo flogistonsko teorijo.

## Odkritje kisika
Njegove študije, ki so vodile do odkritja kisika, so se začele v Uppsali med sodelovanju s Torbernom Bergmanom. Pomagal mu je razčistiti, zakaj se pri segrevanju slanice (kalijevega nitrata) skupaj z etanojsko kislino sproščajo rdeče pare, ki so bile dušikov dioksid. Bergman je Scheeleja prosil za pomoč, saj je imel dvome o čistoči slanice. Dogodkom, ki so privedli do odkritja kisika je bilo težko slediti, saj so lahko informacije o eksperimentih črpali le iz njegovih zapiskov in pisem.
Kasneje jih je v nemščini objavil Nordenskiöld, nekaj zapiskov pa je bilo prevedeno tudi v angleščino. Nordenskiöld je rokopise pregledal in ugotovil, da so bila dela, povezana s kisikom, zaključena leta 1773, z deli pa so začeli že leta 1770 s segrevanjem kalijevega nitrata. Nekateri viri sicer pravijo, da je bil kisik prvič proizveden s segrevanjem manganovega dioksida v prisotnosti žveplove kisline, ki ji lahko rečemo tudi vitriol. Takrat je Scheele nastali plin imenoval vitriolov zrak. To poimenovanje se pojavi v rokopisu 52 iz Uppsale, ki datirajo v letih 1770 in 1771. 
Scheele je proizvajal kisik s segrevanjem različnih substanc, kot so živosrebrov oksid, kalijev nitrat, srebrov karbonat, manganov nitrat in manganov oksid. Poročal je, da je nastali plin brez vonja in okusa, ter da bolje podpira gorenje sveče kot zrak. V Bergmanovem povzetku Scheelejevih eksperimentov leta 1775 je bilo navedeno, da plin, ki nastane pri segrevanju oksidov živega srebra, srebra in zlata podpira gorenje in dihanje bolje kot zrak. Kasneje je Scheele dal temu plinu ime ognjeni plin, kar prvič zasledimo leta 1775. To nam dokazuje, da so se njegovi prvi eksperimenti začeli dve do tri leta pred Priesteyevimi. 
Scheele je svoje odkritje kisika opisal v knjigi Chemische Abhandlung von der Luft und den Feuer (Kemijska razprava o zraku in ognju). Knjiga je bila napisana jeseni leta 1775, Bergmanu jo je poslal v začetku leta 1776, objavljena pa je bila šele leta 1777. To je dve leti po Priestleyevi prvi objavi o kisiku. Scheele je za zamudo krivil založbo. Angleški prevod knjige je bil objavljen leta 1780.

## Odkritje drugih elementov in spojin
Scheelejevo najpomembnejše odkritje je bil kisik, a je s svojim delom veliko prispeval k razvoju kemije. Domnevno je odkril klor, mangan, barij, molibden in volfram. 
Zanimal se je tudi za mineralogijo. Ena od njegovih zgodnejših raziskav je bila na mineralu, ki je bil znan kot črn magnezij ali piroluzit, kar je bil manganov dioksid. Dokazal je, da je manganov dioksid močan oksidant, in da se mangan nahaja v rastlinskem pepelu. Njegova raziskava o manganu je vodila do odkritja klora. Piroluzit je raztopil v klorovodikovi kislini in to mešanico segrel. Dokazal je, da je sproščen plin močno belilo. Reagira z veliko kovinami in povzroča korozijo. Sproščen plin je rumeno zelene barve, ostrega vonja. Ob kombinaciji s sodo je nastala sol. 
Delal je tudi na mineralu kalcijevega fluorida. Ta mineral je destiliral z žveplovo kislino. Nastala je fluorovodikova kislina. Spoznal je, da ima korozivne lastnosti. Pripravil je tudi mnogo njenih soli. Eno od njegovih področij raziskav so bile tudi kemijske lastnosti kosti in rogov. Z obdelavo upepeljenih kosti z žveplovo kislino je dobil fosforjevo kislino. 
Eden od preučevanih mineralov je bil tudi molibdenit (molibdenov sulfid). Obdeloval ga je na več različnih načinov z dušikovo kislino in drugimi topili. Tako je pridobil molibden. 
Odkril je volframov trioksid. Pridobil ga je s kuhanjem kalcijevega volframata, ki mu pravimo tudi scheelit. To je navadno rumenkast mineral z diamantnim sijajem. 
Proučeval je tudi lastnosti arzena. Pripravil je bakrov arzenit, ki je bleščeče zelene barve. Poznan je pod imenom Scheele’s green. To je bakrov hidrogen arzenit.

## Dela
1. (1771) Fluospar and its Acid
2. (1774) "Braunstein" or Magnesia [Manganese], two papers
3. (1775) Benzoin Salt [Benzoic Acid]
4. Arsenic and its Acid
5. Silica, Alumina, and Alum
6. Urinary Calculi
7. (1777) Chemical Treatise on Air and Fire
8. (1778) Wet Process for Preparing Mercurius dulcis [Calomel]
9. Simple Process for Preparing Pulvis Algarothi [oxychloride of antimony]
10. Molybdenum
11. Preparation of a New Green Color
12. (1779) On the Quantity of Pure Air daily present in the Atmosphere
13. Decomposition of Neutral Salts by Lime or Iron
14. Plumbago
15. Heavy spar
16. (1780) Fluospar
17. Milk and its Acid
18. Acid of Milk sugar
19. On the Relationship of Bodies
20. (1781) Tungsten
21. The Combustible Substance in Crude Lime
22. Preparation of White Lead
23. (1782) Ether
24. Preservation of Vinegar
25. Coloring Matter in Berlin Blue
26. (1783) Berlin Blue
27. Peculiar Sweet Principle from Oils and Fats [Glycerin]
28. (1784) Attempt to Crystallize Lemon juice
29. Constituents of Rhubarb-earth [Calcium Oxalate] and Preparation of Acetosella Acid [Oxalic Acid]
30. The Coloring "Middle-salt" of "Blood lye" [Yellow Prussiate of Potassium]
31. Air-acid [Carbonic Acid or Carbon dioxide]; Benzoic Acid. Lapis infernalis
32. Sweet Principle from Oils and Fats. Air-acid
33. (1785) Acid of Fruits, especially of Raspberry
34. Phosphate of Iron; and Pearl-salt
35. Occurrence of Rhubarb-earth [see 29] in various Plants
36. Preparation of Magnesia alba
37. Fulminating Gold. Corn oil [Fusel oil]. Calomel
38. Air-acid
39. Lead amalgam
40. Vinegar-naphtha
41. Lime. Ammonia or Volatile Alkali
42. Malic Acid and Citric Acid
43. Air, Fire, and Water
44. (1786) The Essential Salt of Galls [Gallic Acid]
45. Nitric Acid
46. Oxide of Lead. Fuming Sulphuric Acid
47. Pyrophorus
48. Peculiarities of Hydrofluoric Acid